# Chaba Zahouania
Halima Mazzi alias Chaba Zahuania, (en árabe La joven Zahuania) es una cantante argelina de raï nacida en 1959 en Orán. Considerada por muchos la reina del Rai.
Después del asesinato de su amigo Cheb Hasni el 29 de septiembre de 1994 en Orán por los grupos islamistas rebeldes durante la guerra civil argelina que duró de 1991 a 2002, Chaba Zahuania se fue de Argelia y se instaló en Francia.

## Discografía
- El baraka (2002)
- Zahouania (2001)
- Samahni ya zine (2000)
- Bibi Darha Biya (2003)
- Rythm n Raï (1997)
- Formule Raï (1995)
- Wourini Win Rak Tergoud
- Mazelt fi lbal
- Ya Lala Torkia
- Carmen Campañia(2006)
- Rachid System Feat. Rim'K